# Svedala socken
Svedala socken i Skåne ingick i Oxie härad, uppgick 1950 i sin helhet i Svedala köping och området ingår sedan 1971 i Svedala kommun och motsvarar från 2016 Svedala distrikt.
Socknens areal var 43,58 kvadratkilometer varav 41,52 land (köpingen inräknad). År 2000 fanns här 10 589 invånare. Lindholmens borgruin, tätorten Sjödiken samt tätorten Svedala med sockenkyrkan Svedala kyrka ligger i socknen. 

## Administrativ historik
Socknen har medeltida ursprung. Tidigt införlivades Aggarps socken. Socknen ingick till 1865 i Vemmenhögs härad, Oxie härad därefter.
Vid kommunreformen 1862 övergick socknens ansvar för de kyrkliga frågorna till Svedala församling och för de borgerliga frågorna bildades Svedala landskommun. 1919 utbröts Svedala köping. Landskommunen uppgick 1952 i Svedala köping som 1971 ombildades till Svedala kommun. Församlingen utökades 2002.
1 januari 2016 inrättades distriktet Svedala, med samma omfattning som församlingen hade 1999/2000.  
Socknen har tillhört län, fögderier, tingslag och domsagor enligt vad som beskrivs i artikeln Oxie härad. De indelta soldaterna tillhörde Södra skånska infanteriregementet, Livkompaniet och Skånska dragonregementet, Vemmenhögs skvadron, Sallerups kompani.

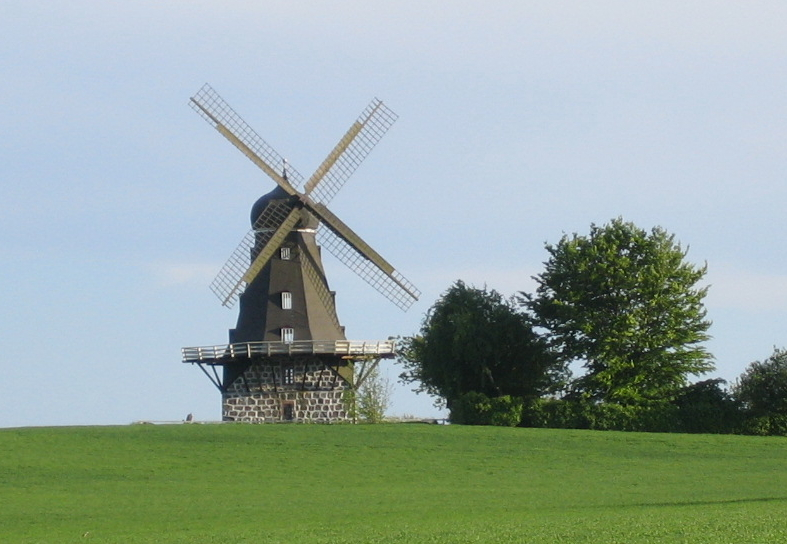
Aggarps mölla

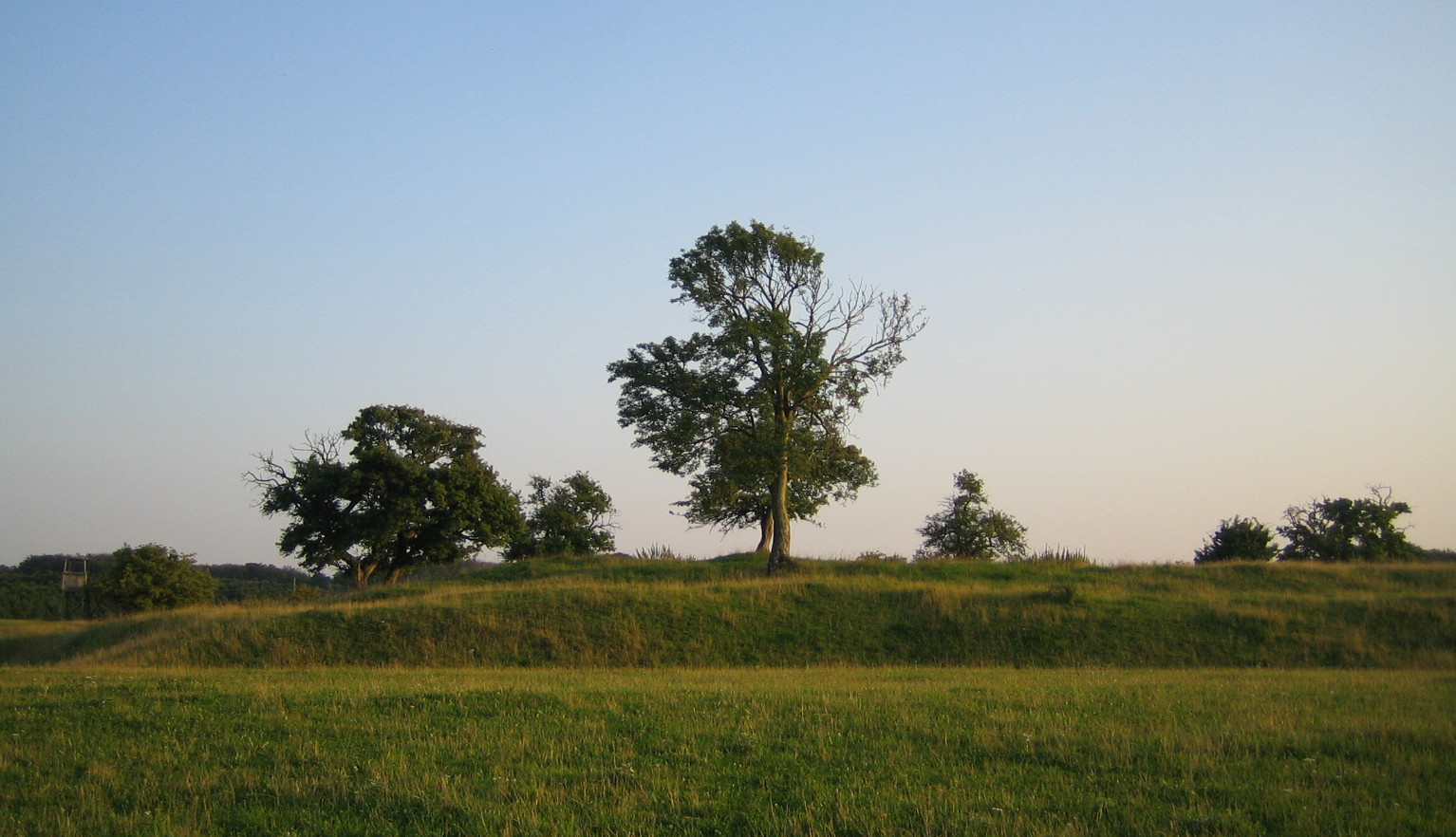
Platsen för den medeltida borgen Lindholmen

## Geografi
Svedala socken ligger sydost om Malmö med Börringesjön i öster. Socknen är en småkuperad odlingsbygd med inslag av lövskog.

## Fornlämningar
Boplatser från stenåldern är funna.

## Namnet
Namnet skrevs 1465 Sweydalä och kommer från kyrkbyn. Efterleden är plural av dal. Förleden innehåller svej, 'inbuktning'. Namnet syftar på kyrkbyns läge vid en inbuktning av en dalgång.